# Sami Khedira
Sami Khedira, född 4 april 1987 i Stuttgart, är en tysk före detta fotbollsspelare.
Sami Khedira är en tysk fotbollsspelare med tunisiskt ursprung som spelade som antingen central eller defensiv mittfältare. Han har blivit tysk, spansk och italiensk mästare och även vunnit U21-EM 2009 samt VM 2014 med Tyskland.

## Biografi
Khedira kom fram i VfB Stuttgarts ungdomslag och blev tysk juniormästare. Khedira debuterade i Bundesliga för Stuttgart hösten 2006 och var sedan med när klubben tog hem ligan våren 2007. Khedira etablerade sig som central mittfältare och blev även lagkapten för det tyska U21-landslaget som tog hem U21-EM i Sverige 2009. Han togs samma år ut i A-landslaget. Under våren 2010 blev Khedira ordinarie i landslaget och togs ut till VM-truppen. Khedira gjorde det avgörande målet i Tysklands bronsmatch mot Uruguay i VM 2010. Matchen slutade 3–2.
Den 20 juli 2010 bekräftade VfB Stuttgart på sin webbplats att de nått en överenskommelse med Real Madrid om övergången för den tyske landslagsmittfältaren. Tio dagar senare bekräftade Real Madrid via sin webbplats att Khedira skrivit på ett femårskontrakt med klubben.
Den 6 juni 2015 stod det klart att Khedira gick till Juventus på free transfer.

### Hertha Berlin
Den 1 februari 2021 blev Khedira klar för en återkomst i Bundesliga då han skrev på för Hertha Berlin. Fyra dagar senare debuterade han i en 1–0-förlust mot Bayern München. Den 19 maj 2021 meddelade Khedira att han skulle avsluta sin fotbollskarriär vid slutet av säsongen 2020/2021.

## Meriter

### Klubblag
VfB Stuttgart
- Tyska ligan: 2006/2007

Real Madrid
- La Liga: 2011/2012
- Uefa Champions League: 2013/2014
- Spanska cupen: 2010/2011, 2013/2014
- Spanska supercupen: 2012
- Uefa Super Cup: 2014
- VM för klubblag: 2014

Juventus
- Serie A: 2015/2016, 2016/2017, 2017/2018, 2018/2019
- Coppa Italia: 2015/2016, 2016/17, 2017/18

### Landslag
Tyskland U21
- U21-EM: 2009

Tyskland
- VM: 2014